# Futanari
Futanari (ふたなり, raramente: 二形, 双形, literalmente: forma dupla; 二成, 双成, literalmente: "[ser de] dois tipos") é uma palavra composta traduzida literalmente para "duas formas" e com o significado de hermafrodita em japonês, utilizada para designar pessoas intersexo e, num sentido mais abrangente, andróginas ou altersexo. Além do Japão, o termo é usado para descrever um gênero pornográfico comum de eroge, mangá e anime, que inclui personagens que mostram as duas principais características sexuais. Na linguagem de hoje, refere-se quase exclusivamente a personagens que têm um corpo feminino geral, mas que têm genitália hermafrodita, ou seja, tanto a genitália feminina e masculina (embora nem sempre haja testículos). Nesse caso, o termo também é frequentemente abreviado como futa(s), que ocasionalmente também é usado como um termo generalizado para os trabalhos em si.
O uso da palavra varia de acordo com os tempos, sendo usada para designar pessoas intersexuais ou travestis, também está ligada a conceitos budistas, bem como ao conceito de androginia. Durante o século 20, o uso da palavra futanari diminuiu na linguagem cotidiana para ser substituído pelas palavras   e  para pessoas intersexuais e   para androginia.
A palavra é retomada pela pornografia japonesa a partir dos anos 1990: neste contexto, ela descreve especificamente mulheres com pênis em proporções muitas vezes exageradas, especialmente no mercado hentai japonês.

## História

### Japão antigo

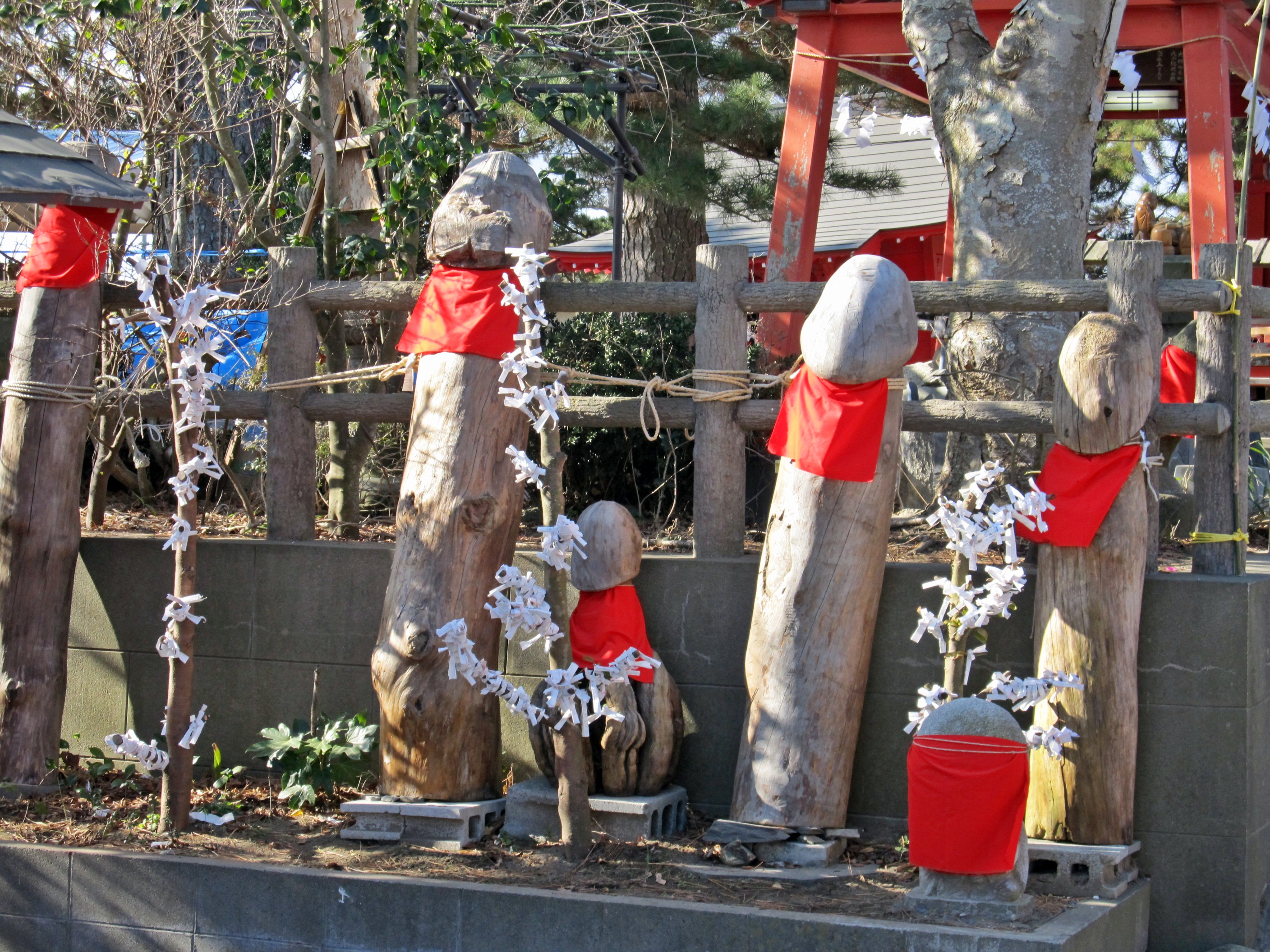
Dosojin em Ishinomaki, Miyagi.

A antiga visão japonesa do hermafroditismo é derivada da visão do budismo chinês, que considera os hermafroditas como homens que se transformam em mulheres, ou vice-versa, às vezes em ciclos semestrais. Durante a primeira parte do mês eles têm uma forma masculina e um pênis, então durante a segunda parte do mês, uma forma feminina e uma vulva. Também lhes é atribuído o nome de hangetsu (半月, hangetsu, haniwari, meio mês).
Acredita-se que o vestuário da época dificultava a distinção entre homens e mulheres, levando os guardas a realizar revistas corporais para detetar contrabandistas que se faziam passar por mulheres ou, pelo contrário, mulheres que tentavam entrar em zonas reservadas aos homens. Histórias e poemas, como Komuro Bushi (こむろ節, Canção de Komuro), registram tais práticas. Se anomalias anatômicas, como clitoromegalia ou desenvolvimento físico incomum, levaram a essas suposições permanecem em aberto.
O culto de entidades andróginas e hermafroditas está se espalhando no Japão, como por exemplo os dōsojin do xintoísmo, kami que protegem os viajantes nas estradas. Embora os dōsojin sejam geralmente representados na forma de um falo, eles possuem um sexo ambíguo, nem masculino nem feminino. Ou o culto do bodhisattva Kan'non, um homem indiano cuja representação foi feminilizada durante a expansão de seu culto na Ásia, particularmente no Japão.
Até 1644, quando os atores onnagata eram obrigados a adotar penteados masculinos, independentemente do sexo que representavam, atores que interpretavam personagens como guerreiras capitalizavam o interesse pela qualidade do futanari, o que era comum tanto no samurai quanto na sociedade comum.

### Japão medieval
A partir do período Kamakura (1185-1333), a visão do budismo ortodoxo emergiu de uma interpretação dos textos de Nitiren; este considera que a mulher é um ser poluído e também uma forma inferior de existência. Além disso, uma mulher deve se transformar em homem se quiser atingir a iluminação. Essa transformação é feita através do conceito de henshin (変身, transformação) e está espalhada por várias reencarnações. Pessoas hermafroditas são então consideradas como mulheres que estão se transformando em homens, dizem que essas pessoas têm síndrome de henjō nanshi ((変成男子症, henjō nanshi shō, síndrome do menino que muda de forma). Portanto, essas pessoas são consideradas como portadoras de uma doença e carma ruim.

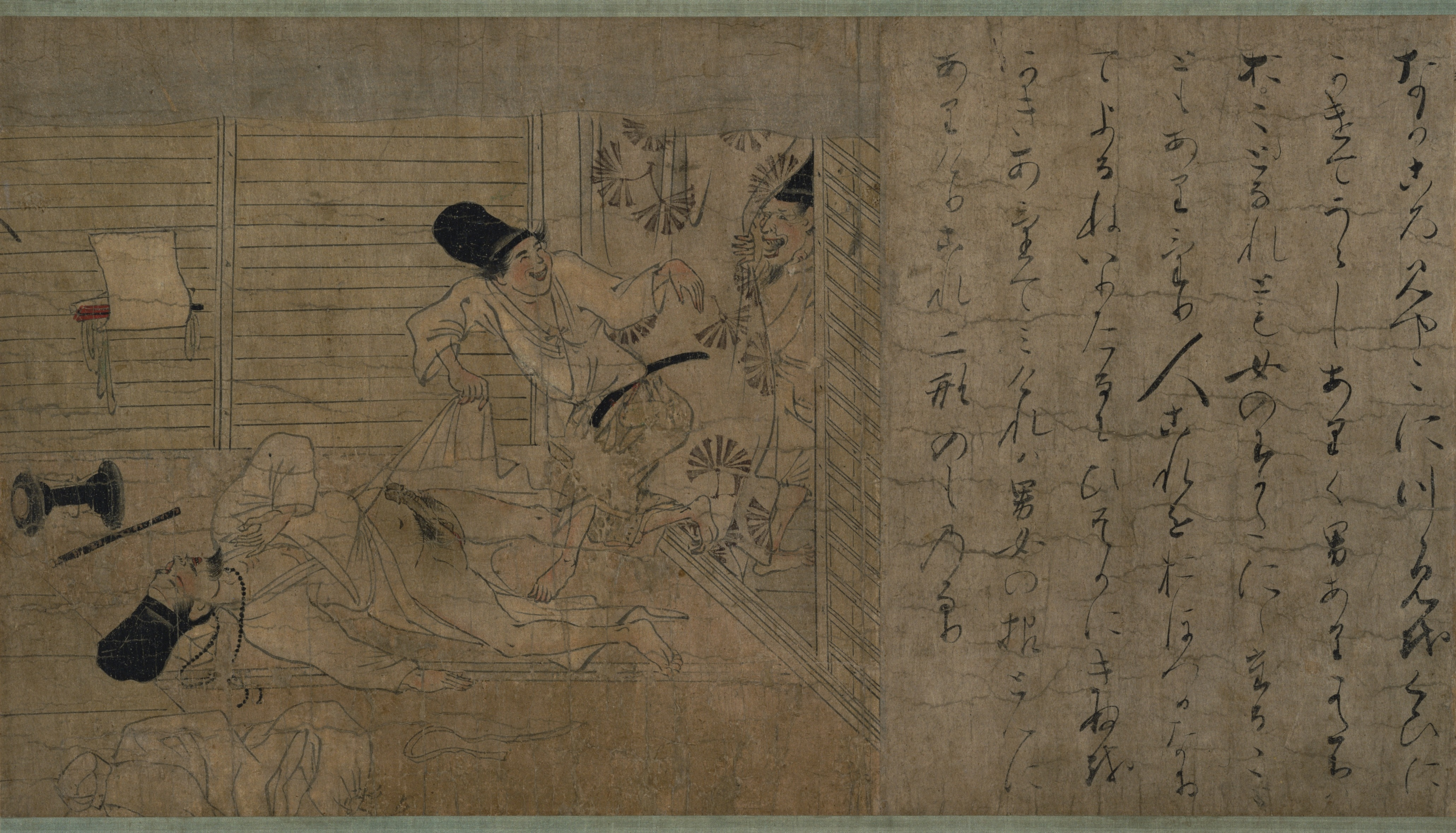
Futanari no pergaminho das doenças

O uso mais antigo conhecido do termo futanari remonta ao século XII: o pergaminho das doenças ((病草紙, Yamai no sōshi) que ilustra várias doenças ou deformidades da época tem uma cena chamada "Futanari", legendada assim:
| “ | Recentemente, um homem com um tambor limpa as ruas da capital. Ele tem o rosto de um homem , mas há algo em sua aparência que é inconfundivelmente feminino . Isso perturbou profundamente uma pessoa. Uma noite, quando o baterista adormeceu, a pessoa silenciosamente levantou suas vestes. Abaixo ela viu os dois órgãos genitais masculinos e femininos. Aqui está um hermafrodita. | ” |

O texto da cena parece considerar problemática a fisiologia incomum do tocador de tambor, mas não sua atitude ambígua. O mesmo ocorre no poema  Honshō Mudaishi (本朝無題詩) datado de cerca de 1162-1164, que conta a história de uma mulher de bigode.
O japonólogo Kazue Harada considera henjō nanshi e pergaminho das doenças que os futanari pertencem anatomicamente a ambos os sexos; construído sobre um modelo masculino ao qual foram adicionados órgãos e comportamentos femininos. E que, embora os marcadores de sexo e gênero sejam indistintos, o "protótipo" masculino permanece central e serve de base.
Foi também no século XII que surgiram os shirabyōshi, dançarinos vestidos com trajes masculinos e que praticavam "danças masculinas". O shirabyōshi inspirou o teatro nô do século XIV. Os atores são todos homens e desempenham papéis masculinos e femininos, mesmo que o travestismo permaneça muito estilizado.

### Japão moderno
O período Edo (1603-1868) viu o confronto de duas visões. Por um lado, médicos, cientistas, estudiosos confucianos e também o xogunato defendem uma clara distinção entre homens e mulheres, entre yin e yang, bem como valores como o bushidō (武士道, o caminho do guerreiro) para o samurai ou o  teijodō (貞女道, o caminho da mulher virtuosa) para as mulheres. Do outro lado estão os onnagata (女方, papel feminino) do teatro kabuki, atores masculinos que se vestem de mulher e ocasionalmente se prostituem, atraindo os favores de homens e mulheres. Paralelamente aos onnagata, nascem os kagema onna (陰間女, mulher prostituta), prostitutos-dançarinos que se vestem de homens a ponto de alguns deles terem nomes de homens. Estes são particularmente populares entre os clientes do sexo masculino.

Nessa época, as qualidades futanari eram procuradas em onnagata, como mostra este poema de 1644 elogiando as qualidades andróginas do ator Shimada Manosuke:
| “ | Uma mulher, talvez, quando você a vê... Mas ele é um homem, Manosuke Todo o retrato de Narihira Nem um nem outro e os dois ao mesmo tempo | ” |

O termo futanarihira que aparece neste poema é um produto portmanteau da fusão das duas palavras futanari e Narihira, nome de um poeta do século IX. Segundo Sunaga Asahiko, Narihira está associado à figura do andrógino na época em que o primeiro onnagata apareceu. O estudioso de drama e literatura Imao Tetsuya diz sobre o povo futanarihira que eles "se movem entre as duas polaridades de masculino e feminino, sintetizando dentro deles os princípios de ambos os gêneros. Assim, eles irradiam uma encantadora sexualidade neutra que atrai homens e mulheres." Maki Morinaga, da Universidade de Minnesota considera que os onnagata da época são pessoas do sexo masculino, mas de gênero andrógino, ela também nota uma evolução entre o conceito de futanari que é percebido como uma deformidade, e o conceito de futanarihira que é percebido como uma estética positiva.
A estética futanarihira permaneceu dominante no teatro kabuki até que Yoshizawa Ayame (1673–1729) teorizou o que um onnagata deveria ser em sua escrita Ayamegusa (菖蒲草, palavras de Ayamegusa) no início do século XVIII. Ayame retoma o conceito de henshin, mas o altera um pouco: segundo o henshin ortodoxo, é o corpo que deve se transformar, quando para Ayame se trata do espírito, do gênero. Para ele, um onnagata deve se tornar mentalmente uma mulher, viver como uma mulher na vida cotidiana, seguir ideais femininos como o teijodō, e não apenas fingir ser uma mulher. Ele rejeita a figura do onnagata que seria futanarihira, pois um onnagata é indubitavelmente uma mulher, pois segundo ele, o gênero feminino do onnagata anula e substitui seu sexo físico masculino. Os preceitos do Ayame estão se difundindo na sociedade japonesa, a ponto de os onnagatas já utilizarem os banhos dedicados às mulheres.

### Japão contemporâneo

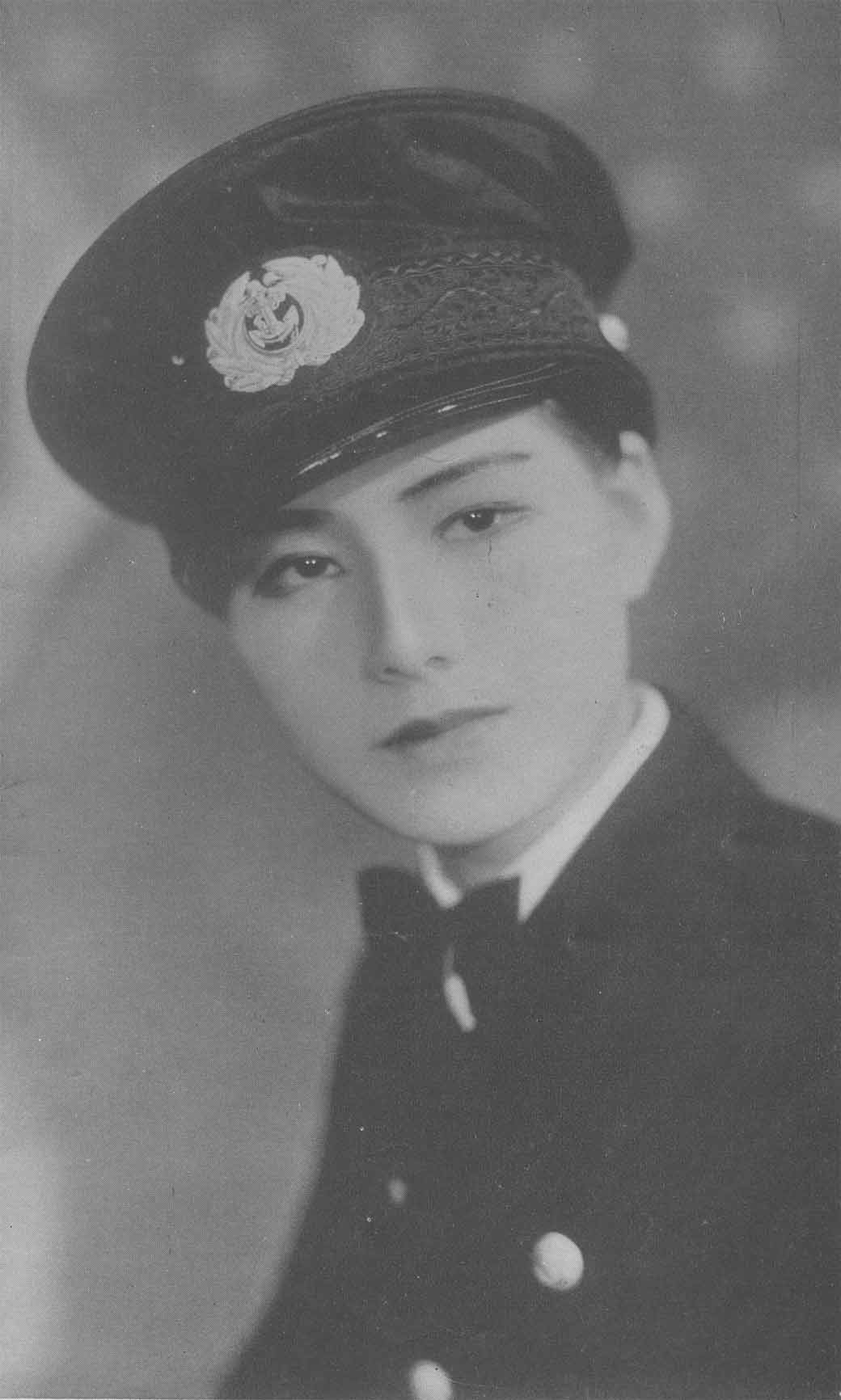
Asako Uchigawa, 1936, atriz travesti de Takarazuka.

Durante as eras Meiji (1868–1912) e Taishō (1912–1926), o governo influenciado pela sexologia austro-germânica realizou uma política "anti-andrógina" que separava os indivíduos em duas categorias "masculino" e "feminino", sem que eles podem se sobrepor. Travestimento e androginia não devem sair dos teatros kabuki e Takarazuka. Já as pessoas antes consideradas hermafroditas, como tendo dois sexos, agora recebem um "sexo verdadeiro" e são consideradas "deformadas" ou mesmo "degeneradas".
A maioria da imprensa e intelectuais da época concordava com a vontade do governo: por exemplo, o criminoso Takahashi Oden, percebido como mais forte - física e mentalmente - do que uma mulher deveria ser, é considerado "andrógino" e que suas características masculinas não são naturais e são a fonte de seus crimes. Os jornais publicam artigos para zombar dos hermafroditas que foram "desmascarados" ou mesmo criam artigos escandalosos sobre supostas relações homossexuais entre mulheres, em particular entre atrizes de Takarazuka. Esta forma de linchamento provoca tentativas de suicídio.
Além do termo futanari, outras palavras aparecem nessa época para designar hermafroditismo e androginia: otoko-onna (男女, masculino-feminino), han'in'yōsha (半陰陽者, intersexo, literalmente mi-yin mi-yang), ryōsei (両性, de ambos os sexos), chūsei (中性, gênero neutro) ou mesmo andorojinī (アンドロジニー, androginia).
Após o fim da Segunda Guerra Mundial, em 1945, as restrições governamentais foram suspensas e as críticas à androginia e ao hermafroditismo tornaram-se cada vez mais raras, primeiro porque os japoneses, por modéstia, tendem a evitar assuntos relacionados à sexualidade, depois por influência do Takarazuka revista que se faz sentir nas artes, especialmente no mundo da manga e da música.

## Em animes e mangás

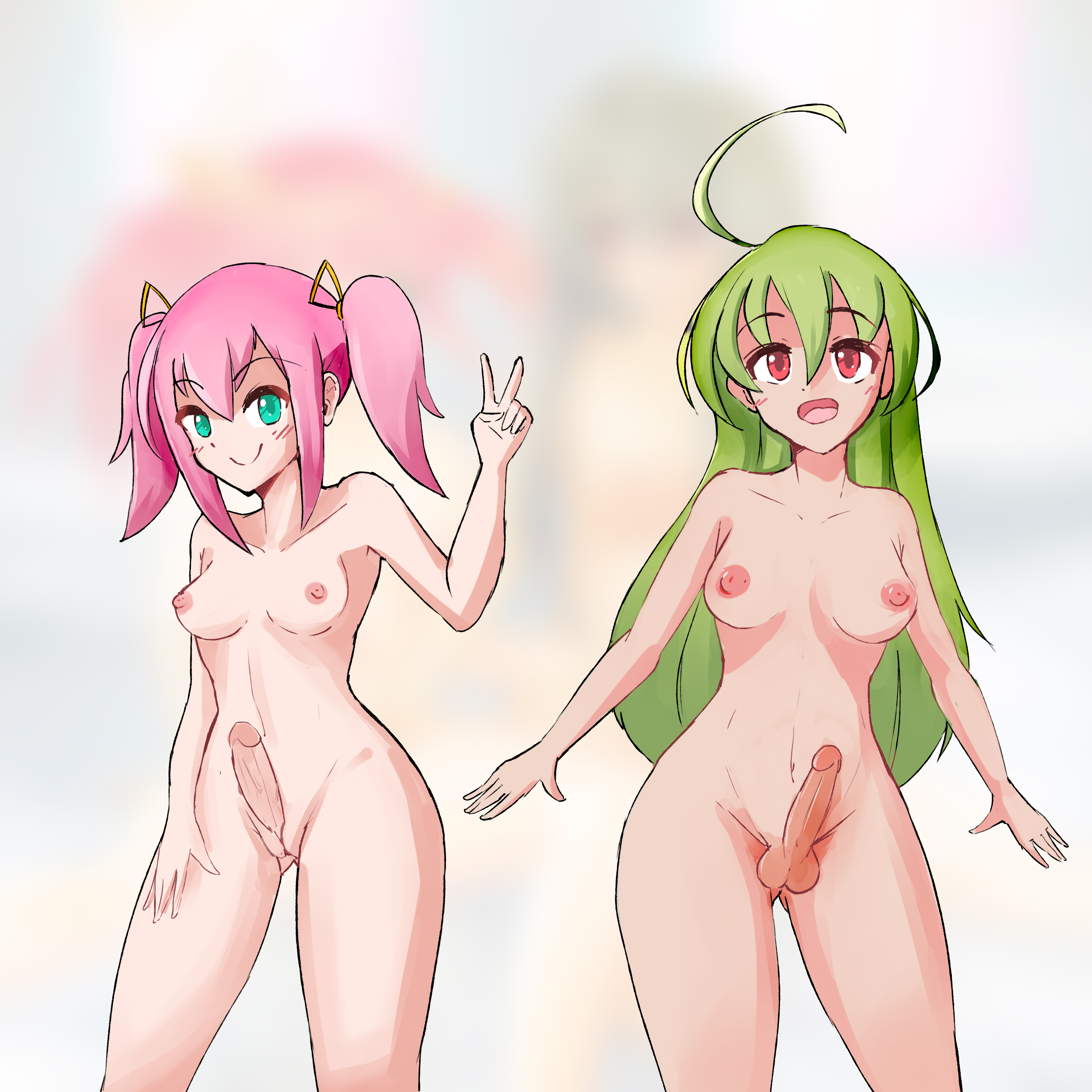
Ilustração de exemplo de duas variantes de futanari. Uma com testículos (chamada futanari de pacote completo) e outro sem.

Originalmente a língua japonesa se referia a qualquer personagem ou pessoa real que possuísse traços masculinos e femininos como futanari. Isso mudou na década de 1990 com as personagens futanari desenhadas terem se tornado mais populares nos animes e mangás. Hoje, o termo geralmente se refere a personagens intersexo fictícias de desenho, de características sexuais secundárias femininas e como genitais um pénis, vagina e vulva (podendo, ou não, testículos aparecer). Porém o uso de intersexo para descrever futanari pode ser considerado intersexista, vindo a surgir o termo altersexo para sexo alternativo. Futanari também é usado como o termo para um gênero específico dentro da mídia relacionada a hentai (anime pornográfico ou mangá) que retrata tais personagens.

## Influência nas artes

### Pornografia
O gênero futanari apareceu na pornografia japonesa no final da década de 1980 e se tornou mais popular na década de 1990 graças a mangás como Hot tails de Toshiki Yui ou Ogenki Clinic de Haruka Inui . Além do nome futanari, outros nomes são dados ao gênero, como shīmēru (シーメール, shemale), dickgirl ou então newhalf (ニューハーフ, nyūhāfu, literalmente nova metade, denota mulheres transexuais)
Esse tipo de pornografia apresenta mulheres que têm vulva e pênis, ou mais raramente apenas um pênis.O tamanho do pênis — e dos seios — costuma ser desproporcional, chegando a 90 cm de comprimento O gênero futanari está presente principalmente em mangás e animes hentai e é particularmente popular nos círculos amadores de dōjinshi. Muitas vezes, é associado a outros gêneros de humor, paródia, romance ou horror.
Embora semelhantes na aparência, há uma nuança entre os shemales da pornografia ocidental e os futanari da pornografia japonesa: os primeiros são geralmente percebidos como homens que foram feminizados, enquanto os últimos são percebidos como mulheres fálicas, o que dá um contexto mais lésbico a o gênero, futanari tendo uma aparência e personalidade feminina.
Independentemente do sexo e gênero com os quais se identificam, podemos extrair três grandes subconjuntos da morfologia desses personagens, o primeiro, filiado aos andorojenii, evoca o aparecimento das travestis presentes na cultura pornográfica ocidental, possuindo as ditas personagens sobriamente um conjunto de genitália semelhante ao dos homens. Os outros dois subconjuntos, mais próximos de ryōsei e chūsei, representam seres com características tendentes à intersexualidade, exibindo genitália de ambos os sexos em estágio plenamente amadurecido e funcional: respectivamente um conjunto pênis-vulva, sendo o pênis mais frequentemente implantado no lugar do clitóris ou ancorado ligeiramente acima dele; e um conjunto pênis-testículos-vulva, estando este último no local do períneo.
O estudioso de mangá Patrick Drazen acredita que a principal atração desse tipo de pornografia é ver mulheres experimentando os mesmos impulsos sexuais que os homens por causa de seus pênis. Ele aponta que os futanari geralmente têm uma forte libido e que alguns deles consideram que a ereção do pênis é uma entidade em si, e vê um paralelo entre a experiência vivida pelos futanari e aquela vivida pelos adolescentes que estão passando pela puberdade.
Se o gênero existe principalmente em mangás e animes, também existe com atrizes reais, que usam consolos desproporcionais como se fossem parte integrante de seu corpo, reforçando a ideia de que os futanari são uma extensão da temática lésbica do strap-on.

### Origens
Para diferenciar entre personagens fictícias e mulheres trans que possuem características sexuais secundárias femininas, um pênis e testículos, a língua japonesa adotou o termo wasei-eigo newhalf (ニューハーフ, nyūhāfu) para mulheres trans. O mangá futanari tornou-se popular nos anos 90 e rapidamente se tornou uma parte difundida da indústria, polinizando-o com vários gêneros. Hot Tails de Toshiki Yui foi descrito como o exemplo mais conhecido do gênero no Ocidente.
Em anime destinado a um público amplo, as histórias de genderbending ou crossdressing sempre foram populares. A figura mitológica do hangetsu e o conceito do henshin estão na origem de um tema popular nos mangás, onde o personagem principal vê seu sexo se transformar, tornando-se uma pessoa com sexo fluido. Este tema é encontrado em mangás populares como Ranma ½  de Rumiko Takahashi e Futaba-Kun Change! (em que o personagem principal muda de masculino para feminino)  Hiroshi Aro ou ainda Hen de Hiroya Oku. My Me! Strawberry Eggs tem um tema mais cross-dressing.  A série de light novels e anime Wagaya no Oinari-sama ("Deidade da Raposa do Nosso Lar") apresenta uma divindade de raposa feminina que frequentemente aparece como um homem humano.
Kazue Harada considera personagens intersexuais nas obras do mangaká Moto Hagio, como We Are Eleven! ou Marginal são influenciados pela visão de futanari que prevalecia nos tempos medievais: personagens possuindo ambos os gêneros, mas parecendo masculinos ou neutros com uma feminilidade oculta.